# VC Fortuna Kyritz
Der Volleyballclub Fortuna Kyritz e. V. ist ein deutscher Volleyballverein mit Sitz in der brandenburgischen Stadt Kyritz im Landkreis Ostprignitz-Ruppin. Die Männermannschaft spielte vier Jahre in der 2. Bundesliga.

## Geschichte
Der Verein wurde 1990 nach der Wende als Nachfolger der Volleyballabteilung der BSG Motor Kyritz gegründet. Den Vereinsvorsitz hat seitdem Gerd Jastrow. Die Kyritzer Männer starteten 1991/92 in der Regionalliga Nordost, mussten allerdings sieglos als Tabellenletzter absteigen. 1995/96 spielte man erneut in dieser Spielklasse und landete mit 10:26 Punkten als Vorletzter wiederum auf einem Abstiegsplatz. Sechs Jahre später gelang zum zweiten Mal der Aufstieg in die Regionalliga Nordost. Gleich in der ersten Saison 2002/03 wurde man mit 32:4 Punkten Meister, verpasste allerdings den Aufstieg. In der Folgesaison 2003/04 konnten die Männer ihren Meistertitel verteidigen und stiegen in die 2. Bundesliga Nord auf. In den ersten beiden Bundesliga-Jahren war man recht erfolgreich und belegte 2002/03 mit 20:24 Punkten Platz acht sowie 2003/04 mit 30:18 Punkten sogar Platz vier. In der Saison 2004/05 konnten sich die Fortuna-Männer mit 22:26 Punkten auf Platz zehn in der 2. Liga halten. Ein Jahr später musste man allerdings als Vorletzter mit 10:42 Punkten absteigen. In der Regionalliga Nordost landeten die Männer 2006/07 mit 6:34 Punkten auf dem letzten Platz und stiegen erneut ab. Seitdem spielt man lediglich in den unterklassigen Ligen Brandenburgs.
Die Fortuna-Frauen spielen seit 2006 mit einem bzw. zwei Teams in den unterklassigen Ligen Brandenburgs. Seit 2012 wurde die Nachwuchsarbeit intensiviert, sodass es heute auch mehrere Jugendmannschaften im Verein gibt.